# Association internationale des groupes cyclistes professionnels
L'AIGCP (Association Internationale des Groupes Cyclistes Professionnels) est une association d'équipes professionnelles. Elle est basée à Lannion, France.

## Objectifs
L'AIGCP représente les intérêts des intérêts des UCI WorldTeams et UCI ProTeams (1re et 2e division mondiale) vis-à-vis de l'Union cycliste internationale (UCI) et des organisateurs de courses. L'AIGCP est notamment contre l'interdiction des communications par oreillettes entre les coureurs et les voitures de l'équipe. 
Avec le « syndicat des coureurs » des Cyclistes professionnels associés  (CPA), l'AIGCP négocie les conditions minimales de travail des cyclistes dans une convention similaire à une convention collective. Dans son règlement sur le cyclisme sur route, l'UCI fait du respect de ces conditions de travail minimales une condition préalable pour qu'une équipe obtiennent une licence en tant qu'UCI WorldTeam ou UCI ProTeam.

## Historique
En décembre 2007, son président, Patrick Lefevere, démissionne en raison du conflit entre l'UCI et les organisateurs des grands tours. Il avait été réélu en octobre 2006. Son Vice-Président, Roger Legeay, fait de même invoquant les difficultés d'application du code éthique signé par les coureurs pour lutter contre le dopage.
Éric Boyer est élu président en janvier 2008. Après le boycott infructueux de la course Paris-Nice en mars 2008 au cours des affrontements entre les organisateurs de course d'une part et l'UCI et les équipes d'autre part, plus de la moitié des équipes ont temporairement quitté l'AIGCP. En février 2009, Jonathan Vaughters est à son tour élu président. Il ne s'est pas représenté en mars 2013 et a été remplacé par Alfonso Galilea dans cette fonction, tandis que Luuc Eisenga est nommé directeur général.
Iwan Spekenbrink est élu président de l'Association en 2015. Il est réélu en mars 2017,. 

## Autres associations d'équipes
En plus de l'AIGCP, les équipes de l'UCI ProTour étaient membres de l'Association des équipes cyclistes du ProTour (IPCT),. Le Mouvement pour un cyclisme crédible a été créé en 2007 par l'association d'équipes qui exigeait une approche plus stricte des questions antidopage et obligeait ses membres à respecter un règlement intérieur plus strict. En 2013, Velon, une association de plusieurs UCI WorldTeams est fondée, qui, en plus de représenter les intérêts des équipes, gère également conjointement le marketing. En 2020, pour le cyclisme féminin, quatre équipes féminines ont fondé l'Association UNIO, au motif que Velon et AIGCP ne s'occupaient pas des équipes féminines. 